# Lord Ligonier
 (décembre 2022).
Le Lord Ligonier est un navire négrier britannique du XVIIIe siècle, construit en Nouvelle-Angleterre, qui a déporté des Africains réduits en esclavage à Annapolis, Maryland en 1767. Le navire a été rendu célèbre par le roman d'Alex Haley, Racines, dans lequel l'auteur raconte la déportation de son ancêtre supposé Kunta Kinte, de la Gambie aux colonies anglaises d'Amérique.

## Construction
Le Lord Ligonier a été mis à l'eau en 1763. Le navire a été construit pour transporter du tabac, des épices, du bois et des esclaves africains. En juin 1765, le propriétaire du navire, Horace Andrews, engage un équipage de 40 hommes et un capitaine nommé Davies.
Le navire dispose au total de six ponts, quatre pour transporter des Africains réduits en esclavage et deux pour transporter des épices, du bois et du tabac. Le Lord Ligonier est un voilier, construit pour affronter les tempêtes de l'Atlantique. Il peut transporter 170 Africains réduits en esclavage, 40 membres d'équipage et diverses quantités d'autres marchandises. Bien qu'il puisse transporter 170 esclaves s'ils sont entassés sur le côté, la capacité du navire est réduite à 140 lorsqu'ils sont allongés sur le dos.

## Voyage de 1766 etRacines
Le Lord Ligonier se rend en Gambie au moins une fois avant le voyage de traite des esclaves pour lequel il est devenu célèbre. En avril 1766, il en serait revenu avec des dépêches du gouverneur Debatt de Fort James rapportant que les Français établissaient des usines armées sur la côte en violation de leurs engagements par traités.
Le capitaine Thomas Davis quitte Londres le 17 juillet 1766 et arrive en Afrique le 13 septembre. Lord Ligonier a récupéré des esclaves en Gambie et a quitté l'Afrique le 5 juillet 1767. il arrive à Annapolis le 29 septembre. Il emmène 140 esclaves, 96 sont en vie à l'arrivée. Du côté de l'équipage, 26 membres quitte Londres, 18 sont encore en vie lors de l'approche des côtes américaines. Le navire accoste à Londres le 25 janvier 1768. 
Une annonce publicitaire d'époque enregistre l'arrivée du navire avec une cargaison d'esclaves à Annapolis en 1767, dans la Gazette du Maryland. Le navire a servi d'inspiration et de référence pour Alex Haley dans son roman Racines. L'auteur affirme que son ancêtre, Kunta Kinte, a été amené lors de ce voyage. La mini-série inspirée du livre a inventé un soulèvement d'esclaves raté pendant le voyage.
Il s'agit du seul voyage du Lord Ligonier enregistré dans la Trans Atlantic Slave Trade Database. 

## Après le voyage de 1767
Les activités ultérieures précises du Lord Ligonier sont inconnues. Le navire n'apparaît pas dans le volume de 1776 du Lloyd's Register.